# Lohnarbeit
Lohnarbeit bezeichnet abhängige menschliche Arbeit gegen Geld (Lohn, d. h. Arbeitsentgelt). Diese Erwerbsarbeit lässt sich abgrenzen von anderen Formen der Arbeit wie Subsistenzarbeit, Haus- und Familienarbeit (siehe auch Care-Arbeit), ehrenamtlicher Arbeit und Sklavenarbeit. Lohnarbeit wird nach vertraglichen Regelungen zwischen Arbeitgeber und Arbeitnehmer entgolten. Wegen der im Vergleich zu den Arbeitgebern relativ schwächeren Verhandlungsposition der Lohnarbeiter („Arbeitnehmer“) wurden zum Schutz der Arbeitnehmerschaft gesetzliche Regelungen eingeführt, die die Vertragsfreiheit in Bezug auf Arbeitsverträge einschränken. Diese Regeln sind in unterschiedlichen Ländern verschieden ausgeprägt. In Deutschland finden sie sich v. a. im Arbeitsrecht und im Tarifrecht.

## Geschichte der Lohnarbeit

### Altertum
Die folgenden Informationen entstammen vorwiegend dem Lexikon der Antike.
Bereits in den mesopotamischen Hochkulturen war Lohnarbeit üblich. Lohnarbeiter wurden hier noch mit Naturalien – in Griechenland bereits mit Geld – bezahlt, verwendet wurden sie vor allem in der Landwirtschaft, genauer im Ackerbau.
Im antiken Griechenland sowie im antiken Rom lastete ein Großteil der schweren und eintönigen Arbeit – etwa auf Äckern, in Bergwerken und Steinbrüchen, in Werften, als Bauarbeiter, Transportarbeiter, als Ruderer, als handwerkliche Hilfsarbeiter usw. – auf den Schultern zweier Gesellschaftsgruppen:
- Sklaven – sie wurden (mit Ausnahmen) von ihren Besitzern als verkaufbare und rechtslose Gegenstände, als bloße Hilfsmittel zur Arbeitsverrichtung angesehen
- Freigelassene Lohnarbeiter waren juristisch gesehen zwar frei, ökonomisch gesehen – mangels des Besitzes an Produktionsmitteln und Boden – allerdings dazu gezwungen, ihre Arbeitskraft an die Besitzenden zu verkaufen.

Sklaven, wie auch Lohnarbeiter wurden oft in großen Massen eingesetzt. So arbeiteten in einem Bergwerk oft mehr als 1000 von ihnen, ebenso viele auf den Äckern eines einzigen Großgrundbesitzers.
Die Lohnarbeiter wurden meist im Tagelohn bezahlt. In der Landwirtschaft war die Saisonarbeit zur Erntezeit üblich. Da Sklaven billiger waren als Lohnarbeiter, konnten sie gegebenenfalls ihre Arbeitsplätze (etwa als Ruderer) übernehmen. In Rom wurden Kleinbauern, die ihre Existenz verloren hatten, zu besitzlosen Freien und gehörten dann zu den Proletarii. In Griechenland gehörten die Lohnarbeiter meist zum Stand der Theten. Zu den Lohnarbeitern zählten in der Antike häufig auch Schreiber, Gerichtsdiener, Marktaufseher, Lehrer, Ärzte usw.

### Mittelalter
Schon im Frühmittelalter wurde neben unbezahlten Frondiensten für Lehnsherren auch Arbeit für darüber hinaus gehende Leistungen gegen Tag- oder Stücklohn erbracht. Bis zum Spätmittelalter nahm die Bedeutung von Lohnarbeit zu, z. B. durch zunehmende Produktdiversität in der Landwirtschaft, die höheren Arbeitsaufwand bedeutete.

### Neuzeit
Nach den Bauernkriegen und der in Teilen Europas darauf folgenden Bauernbefreiung kam es nach einem durch die kleine Eiszeit ab 1300 und den Pestwellen ab 1348 verursachten Bevölkerungsrückgang zu massivem Bevölkerungswachstum ab ca. 1500, die in die europäische Bevölkerungsexplosion mündete. Parallel entstand der moderne Kapitalismus, zunächst über die Einhegungen (Enclosures) und die Schaffung von Grundeigentum (in Preußen z. B. über das Edikt vom 9. Oktober 1807 über den freien Gebrauch des Grundeigentums so wie die persönlichen Verhältnisse der Landbewohner) als Agrar- und Manufakturkapitalismus. Mit der Entstehung von Kohle- und Stahlindustrie und Erfindung der Dampfmaschine wandelte sich dieser ab dem 18. Jahrhundert immer mehr zum Industriekapitalismus. So entstanden ab Anfang des 18. Jahrhunderts in Europa zunehmend die produktionsmitteleigentumslosen Lohnarbeiter. So führte der Freiherr vom Stein ab 1784 im späteren Ruhrgebiet ein festes Arbeitsentgelt für die Lohnarbeiter ein. Schließlich bildete sich ein Industrieproletariat, und damit entstanden die soziale Frage bzw. der Pauperismus. Der sogenannte „Arbeitsmarkt“ gehört zu den wichtigsten gesellschaftlichen Strukturmerkmalen der europäischen Neuzeit.
All das führte mit der Entstehung der absolutistischen Staaten auch zur Entstehung folgender spezifisch modern-westlicher Phänomene:
Staatliche Bevölkerungs-, Sozial- und Beschäftigungspolitik:
- Bevölkerungspolitik[7] und Biomacht
- Sozialstaat mit gesetzlicher Kranken- und Rentenversicherung und Sozialpolitik
- Arbeitsrecht, beginnend mit den britischen Fabrikgesetzen
- Sozialrecht
- Arbeitspolitik inklusive Arbeitsmarktpolitik und Arbeitsämter
- staatliches Erziehungs- und Gesundheitswesen
- Arbeitshäuser
- Zuchthäuser
- Besserungsanstalten[8]
- Arbeitslager
- Arbeitsdienst
- Armenhäuser

Organisationen der Arbeiterschaft:
- Arbeiterbewegung
- Gewerkschaftsbewegung
- Arbeiterparteien
- Genossenschaftsbewegung
- Frauenemanzipationsbewegung[9]
- Arbeitervereine

Weitere spezifisch moderne, parallel zu massenhafter Lohnarbeit entstandene Phänomene:
- Abschaffung der Sklaverei (Aufhebung des französischen Code Noir 1848, zuletzt auch in den USA 1865)
- Erklärung der Menschen- und Bürgerrechte von 1789 und die Allgemeine Erklärung der Menschenrechte von 1948
- Nationalismus
- Internationalismus und die Sozialistische Internationale
- Massengesellschaft und Massenpropaganda durch mächtige staatliche und private Akteure (vgl. Propagandamodell)
- ideologischer Gegensatz zwischen Liberalismus und Sozialismus
- Marxismus
- Oktoberrevolution und „Diktatur des Proletariats“

Die soziale Frage galt während des „goldenen Zeitalters“ des Kapitalismus der 1950er und 1960er Jahre als weitgehend gelöst, feierte aber ab der neoliberalen Wende Mitte der 1970er Jahre ein Comeback auch in den westlichen Industriestaaten, in denen sich seither die Polarisierung in Arm und Reich wieder progressiv vertiefte, wie Untersuchungen der Bundesregierung (Armuts- und Reichtumsbericht), der EU (EU-SILC,) der ILO (Weltsozialbericht) oder von Oxfam belegen. Während sich der Lebensstandard der meisten Menschen in Schwellenländern während dieser Zeit verbesserte, verschlechterte sich der Lebensstandard v. a. der weniger gut qualifizierten Lohnarbeiter in den traditionellen Industrien der europäischen und angloamerikanischen Welt. Diese Industrien litten u. a. unter der qualitativ immer hochwertiger produzierenden Konkurrenz v. a. aus den asiatischen Schwellenländern, in denen auch aufgrund ihrer demografischen Dividende hohe Wachstumsraten dominierten, während in den traditionellen europäischen und angloamerikanischen Industrieländern säkulare Stagnation einkehrte.

## Lohnarbeit in der marxistischen Theorie

Kommunistisches Symbol für Arbeiter

Der Begriff wird im Marxismus verwendet, um die Lage der Arbeiterklasse zu kennzeichnen: Diese besitze als Ware, mit der sie regelmäßig wirtschaften könne, nur ihre eigene Arbeitskraft und keine Produktionsmittel. Sie müsse ihren Lebensunterhalt vom Verkauf dieser Arbeitskraft gegen „Arbeitsentgelt“ (Lohn) bestreiten. Aus Sicht des Kapitalisten rentiere sich der Kauf von Arbeitskraft und anderer Produktionsmittel nur, wenn anschließend durch den Verkauf der produzierten Güter mehr Geld eingenommen wird, als ursprünglich für Arbeitskraft und Produktionsmittel verausgabt wurde. Da die Arbeiter vom Verkauf ihrer Arbeitskraft leben müssen und die Kapitalistenklasse ein dauerhaftes Angebot an Arbeitskräften benötigt, werden im Durchschnitt Lohnverträge abgeschlossen, die die Reproduktionskosten der Arbeitskraft decken. Dies geht einher mit der Arbeitswertlehre, wonach alle Waren sich gegenseitig tauschen im Verhältnis zur gesellschaftlich notwendigen Arbeitszeit, die zu ihrer Herstellung notwendig ist. Dies bedeutet, dass nur die Arbeit wertschaffend ist. Die Differenz zwischen dem Wert der Arbeitskraft (Lohn, variables Kapital), die von den „freien“ Lohnarbeitern verkauft wird, und dem insgesamt geschaffenen Wert, eignet sich der Kapitalist als Mehrwert an. Maschinen, Arbeitsmaterial usw. übertragen als konstantes Kapital nach der Arbeitswertlehre anteilsmäßig nur die schon in ihm vergegenständlichte Arbeitszeit. Aus der exploitierten Arbeit ergibt sich daher der gesamte Profit der Kapitalistenklasse.
Es ergeben sich damit laut Marx drei Dimensionen der Ausbeutung der Lohnarbeiter durch die Kapitalisten:
- Produktion: Die Beschäftigung von Lohnarbeitern rentiert sich nur, wenn von den produzierten Gütern ein Teil, das Mehrprodukt, bei den Kapitalisten verbleibt.
- Arbeitszeit: Die Beschäftigung von Lohnarbeitern rentiert sich nur, wenn die Lohnarbeiter nicht nur zur Erstellung der von ihnen selbst benötigten Produkte arbeiten (notwendige Arbeitszeit), sondern darüber hinaus unentgoltene für die Kapitalisten (Ausbeutung). Allerdings ist im Kapitalismus diese Unentgeltlichkeit verschleiert, nicht ohne weiteres sichtbar, da der Lohn vordergründig die ganze Arbeitszeit abdeckt.
- Wert: Die Beschäftigung von Lohnarbeitern rentiert sich nur, wenn von dem geschaffenen Wert ein Teil als Mehrwert bei den Kapitalisten verbleibt.

Die soziale Lage der Arbeiter nach der siegreichen bürgerlichen Revolution kennzeichnet Karl Marx mit dem Begriff „doppeltfreier Lohnarbeiter“. Nach dem Gewinn der Bürgerrechte mussten Arbeiter ihre Arbeitskraft auf dem Markt anbieten und konnten ihren Lohn je nach Marktkonditionen frei aushandeln. Der Begriff „doppeltfreier Lohnarbeiter“ soll auf den Doppelcharakter der Freiheit hinweisen, der Lohnarbeiter im Kapitalismus ausgesetzt sind. Durch die Befreiung von den feudalistischen und ständischen Fesseln hätten die Arbeiter zwar bürgerliche Rechte und Freiheiten hinzugewonnen, seien jedoch auch vom Eigentum an Produktionsmitteln „befreit“ und daher unter kapitalistischen Produktionsverhältnissen gezwungen, sich in „Lohnsklaverei“ zu begeben.

## Lohnarbeit in der Wirtschaftswissenschaft
In der Wirtschaftswissenschaft erscheinen Lohnarbeiter als Arbeitnehmer, die Stellenangebote der Arbeitgeber wahrnehmen und mit diesen Arbeitsverträge mit meist festen Entlohnungen eingehen. Bis zur Einführung des Europäischen Systems der Volkswirtschaftlichen Gesamtrechnungen in Deutschland im Jahre 1999 wurden sie noch als „abhängig Beschäftigte“ bezeichnet.

## Lohnarbeit in der Wirtschaftspraxis
Im praktischen Wirtschaftsleben kann das Wort Lohnarbeit noch eine andere Bedeutung haben: Unternehmen lassen mitunter außerhalb des Betriebs gegen Lohn eine Arbeit verrichten. In den Büchern des Unternehmens wird dies dann als „in Lohnarbeit hergestellt“ oder ähnlich bezeichnet.
Der auftraggebende Unternehmer übergibt das zu bearbeitende oder zu verarbeitende Material einem Subunternehmer, der diese Arbeiten aufgrund eines Werkvertrags durchführt und dann Werklohn bekommt. Das Subunternehmen bekommt vom Auftraggeber Pläne und/oder ein Muster des zu fertigenden Teils. Der Subunternehmer benutzt dann seine eigene Produktionsstätte, Maschinen, Geräte und Belegschaft, um die Teile zu fertigen, manchmal auch mit Leihmaschinen. Der Subunternehmer haftet nur für die Qualität seiner Arbeit, nicht für Materialfehler. Manchmal sind das auch Scheinselbstständige, die ihren Lohn brutto ausgezahlt erhalten und dann sich selbst versichern und Steuern zahlen müssen, so dass die Ausbeutung für sie Formen annehmen kann, die mit dem Früh- oder auch dem Hochkapitalismus vergleichbar sind.
Es ist Sache der Betriebswirtschaft festzustellen, ob es vorteilhafter ist, bestimmte Arbeiten im eigenen Betrieb selbst auszuführen oder durch einen Werkvertragspartner durchführen zu lassen (siehe Outsourcing). Betriebe mit freier Kapazität können durch Annahme von Lohnarbeit besser ausgelastet werden und mit Teilkostenrechnung für sich einen Deckungsbeitrag und für den Abnehmer günstige Preise kalkulieren.

## Dokumentarfilme
- Ein Arbeiterclub in Sheffield, Regie: Peter Nestler, BRD 1965
- La Reprise du travail aux usines Wonder, realisiert von Studierenden der IDHEC, Frankreich 1968 – Regie: Jacques Willemont und Pierre Bonneau, Kurzfilm über die Wiederaufnahme der Arbeit in den Wonder-Fabriken nach dem Mai 68.
- Nicht löschbares Feuer, Regie: Harun Farocki, BRD 1969
- Chircales – Ziegeleiarbeiter, Regie: Marta Rodríguez y Jorge Silva, Kolumbien 1966–1972
- Salesman, Regie: Albert and David Maysles, USA 1969
- Basic Training, Regie: Frederick Wiseman, USA 1971
- Es kommt drauf an, sie zu verändern, Regie: Claudia von Alemann, BRD 1973 – Film über die doppelte Ausbeutung von Fabrikarbeiterinnen
- Humain, trop humain, Regie: Louis Malle, Frankreich 1974 – Arbeit in der Automobilindustrie
- Lebensgeschichte des Bergarbeiters Alphons S., Ein Film von Alphons Stiller, Gabriele Voss und Christoph Hübner, BRD 1978
- Ein Bild, Regie: Harun Farocki, BRD 1983 – Farocki zeigt nüchtern die Herstellung eines Bildes für die Zeitschrift Playboy[17]
- Besprechung, Regie: Stefan Landorf, Deutschland 2011
- Work Hard – Play Hard, Regie: Carmen Losmann, Deutschland 2011
- Leviathan, Regie: Lucien Castaing-Taylor, Véréna Paravel, USA 2012